# Foster (Wisconsin)
Foster – miasto w Stanach Zjednoczonych, w stanie Wisconsin, w hrabstwie Clark.